# Kivilampi (sjö i Kuopio, Norra Savolax)
Kivilampi är en sjö i kommunen Kuopio i landskapet Norra Savolax i Finland. Den är 17,8 meter djup. Arean är 39 hektar och strandlinjen är 3,94 kilometer lång. Sjön  ingår i Vuoksens huvudavrinningsområde.   Den ligger omkring 23 kilometer öster om Kuopio och omkring 340 kilometer nordöst om Helsingfors. 